# ジェイコブ・マクガヴォック・ディキンソン

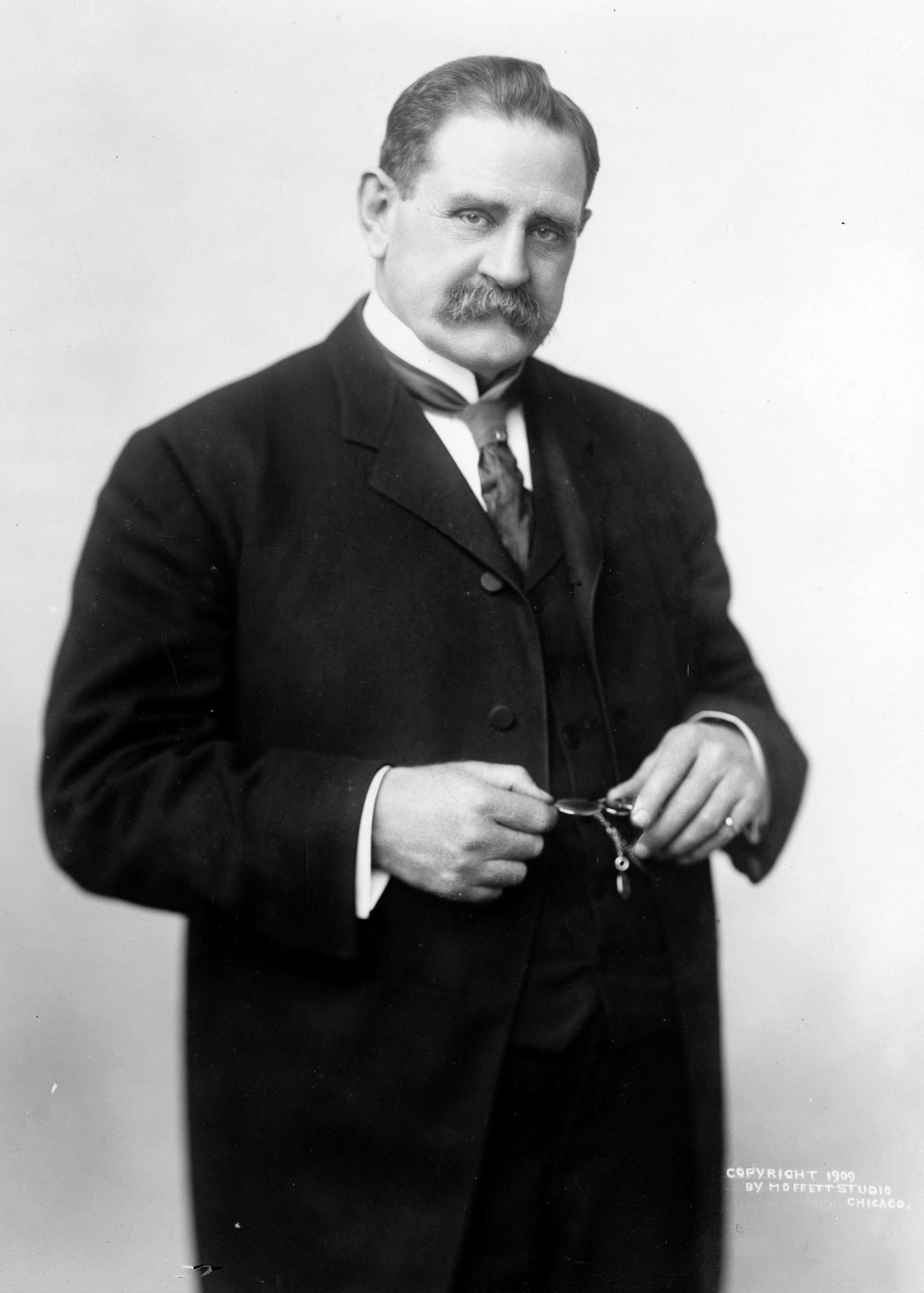
ジェイコブ・マクガヴォック・ディキンソン

ジェイコブ・マクガヴォック・ディキンソン（Jacob McGavock Dickinson, 1851年1月30日 - 1928年12月13日）は、アメリカ合衆国の政治家。1909年から1911年までウィリアム・ハワード・タフト大統領の下で第44代アメリカ合衆国陸軍長官を務めた。

## 生い立ちと初期の経歴
1851年1月30日、ディキンソンはミシシッピ州コロンバスにおいて誕生した。ディキンソンは14歳のときに志願してアメリカ連合国陸軍に入り、騎兵隊に所属した。
南北戦争後、ディキンソンは家族とともにテネシー州ナッシュビルへ移住した。ディキンソンは1871年にナッシュビル大学を卒業し、続いて1874年に同大学院で修士号を取得した。ディキンソンはコロンビア大学で数ヶ月ほど法律を学び、その後ザクセン王国のライプツィヒおよびフランスのパリへ留学した。そして1874年末、ディキンソンはテネシー州において弁護士として認可を受けた。

## 弁護士業

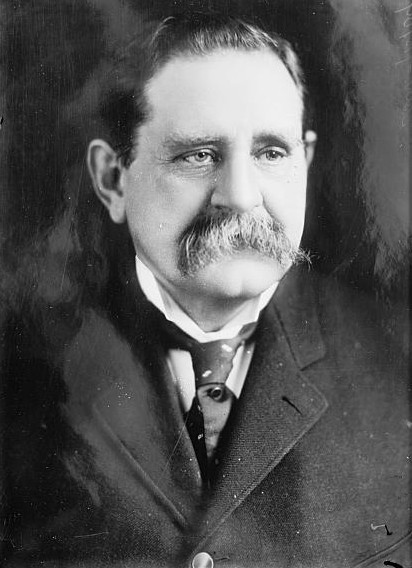
弁護士時代のディキンソン

ディキンソンは1889年から1893年までテネシー州弁護士会で会長を務めた。ディキンソンは1895年から1897年まで司法次官補を務め、続いて1897年から1899年までルイビル・アンド・ナッシュビル鉄道で顧問弁護士を務めた。1899年、ディキンソンはイリノイ州シカゴへ移り、1901年までイリノイ・セントラル鉄道で事務弁護士を務めた。1901年からは同鉄道で総合弁護士となり、1909年まで務め続けた。また1903年、ディキンソンはアラスカ国境問題に際してアメリカ合衆国の法律顧問を務めた。ディキンソンは1907年から1908年にかけてアメリカ弁護士協会で会長を務めた。ディキンソンはアメリカ国際法学会の組織を支援し、1907年から1910年にかけて同学会の諮問委員を、1910年に同学会の副会長を務めた。

## アメリカ合衆国陸軍長官

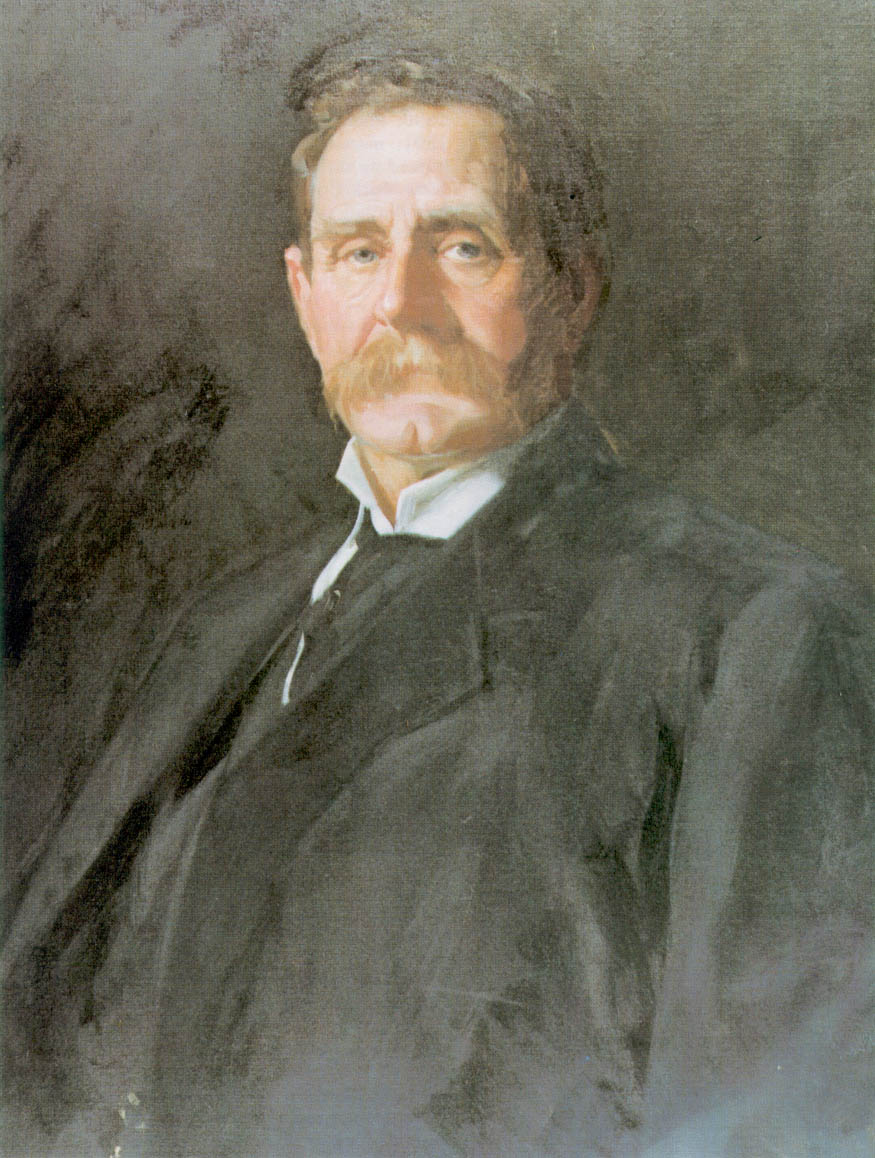
陸軍長官時代のディキンソン

ディキンソンは1909年3月12日から1911年5月21日までアメリカ合衆国陸軍長官を務めた。ディキンソンは陸軍士官学校への外国人入学資格を許可する法律を提案し、また公務員に対する年金定年制を提起した。さらにディキンソンは、性病やアルコール中毒などの原因により兵士として不適合となった人員への、給与支払いを停止することを議会に提唱した。

## 晩年

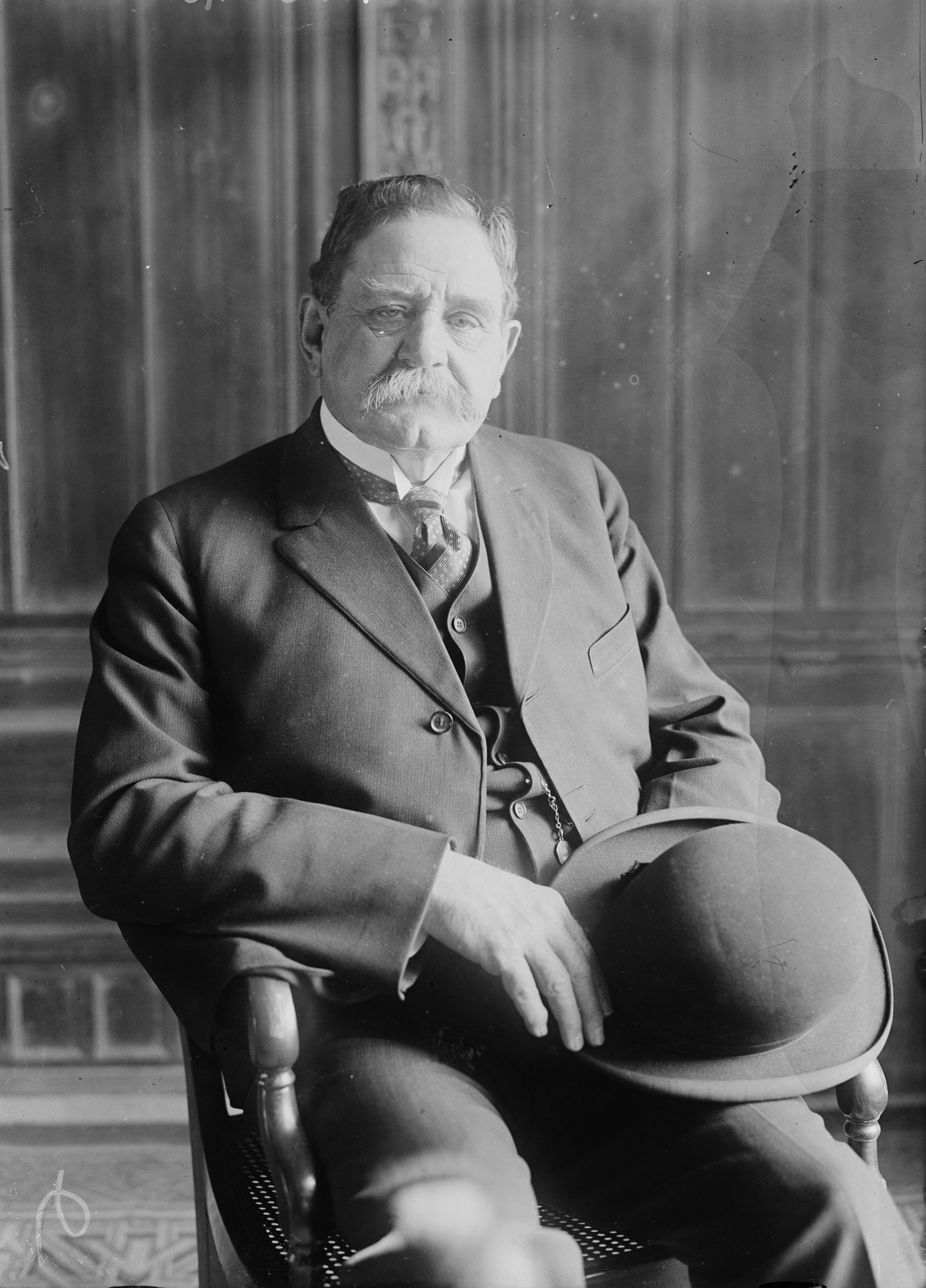
晩年のディキンソン

陸軍長官退任後、ディキンソンは司法長官特別顧問を務め、1913年にはUSスチールの起訴を支援した。ディキンソンはまた、1922年に複数の重要な労働争議案件に関与した。
1928年12月13日、ディキンソンはテネシー州ナッシュビルにおいて死去した。ディキンソンの遺体はナッシュビル市内のマウントオリヴェット墓地に埋葬された。

## 家族
父親はヘンリー・ディキンソン (Henry Dickinson)、母親はアンナ・マクガヴォック (Anna McGavock) であった。1876年4月20日、ディキンソンはマーサ・オーバートン (Martha Overton) と結婚した。